# Krokgölen (Tjällmo socken, Östergötland)
Krokgölen är en sjö i Motala kommun i Östergötland och ingår i Motala ströms huvudavrinningsområde. Sjöns area är 0,051 kvadratkilometer och den är belägen 104 meter över havet.